# 塞奇吉氏指鰧
塞奇吉氏指鰧（學名：Gillellus searcheri），為輻鰭魚綱䲁形目指鰧科吉氏指鰧屬的一個種，分布於中東太平洋墨西哥特雷斯瑪麗亞斯島和納亞里特島至巴拿馬海域，深度1至15公尺，本魚體扁，向尾部逐漸變細，眼不在柄上，下唇具皮瓣，上唇無，鼻孔管狀，背鰭起點於頸背，背鰭硬棘15枚、背鰭軟條17枚，胸鰭條13枚，尾鰭有一些分枝的鰭條，側線連續，鱗片光滑，頭部、胸鰭基部和腹部無鱗，側線鱗片總數68枚，體呈白色，有約10-11個深色斑駁的鞍狀斑點，這些斑點往往與背部和側面上半部的另一個鞍狀斑點融合，上腹部淺色間隙中有一排白色斑點，下腹部深色條紋下方有另一排白色斑點，背鰭和尾鰭有斑點，體長可達3.5公分，棲息在有沙底質海床，以小魚及無脊椎動物為食，生活習性不明。